# Drużynowe mistrzostwa Jugosławii na żużlu
Drużynowe Mistrzostwa Jugosławii w sporcie żużlowym - coroczny cykl zawodów mający wyłonić najlepszą drużynę klubową w Jugosławii.

## Medaliści
Lista klubów, które stawały na podium w Drużynowych Mistrzostwach Jugosławii na przestrzeni lat 1980–1991:
| Sezon                                                          | 1. miejsce     | 2. miejsce | 3. miejsce |
| -------------------------------------------------------------- | -------------- | ---------- | ---------- |
| 1980                                                           | G.V. Lendava   |            |            |
| W roku 1981 nie zorganizowano rozgrywek ligowych w Jugosławii. |                |            |            |
| 1982                                                           | AMD Krško      |            |            |
| 1983                                                           | AMD Krško      |            |            |
| 1984                                                           | AMD Krško      |            |            |
| 1985                                                           | AMD Krško      |            |            |
| 1986                                                           | G.V. Lendava   |            |            |
| 1987                                                           | G.V. Lendava   |            |            |
| 1988                                                           | AMTK Ljubljana |            |            |
| 1989                                                           | G.V. Lendava   |            |            |
| 1990                                                           | AMTK Ljubljana |            |            |
| 1991                                                           | AMTK Ljubljana | AMD Krško  | SK Lendava |